# Parelaphinis moesta
Parelaphinis moesta är en skalbaggsart som beskrevs av Hippolyte Louis Gory och Achille Rémy Percheron 1833. Parelaphinis moesta ingår i släktet Parelaphinis och familjen Cetoniidae. Inga underarter finns listade i Catalogue of Life.